# Галантная Европа
Гала́нтная Евро́па (фр. L'Europe galante, ballet mis en musique) — «балет, положенный на музыку» (опера-балет) в четырёх выходах с прологом композитора Андре Кампра на стихи Антуана де Ламотта, одно из первых произведений этого жанра. Хореография аттрибутирована танцовщику и хореографу Луи Пекуру. Спектакль был дан в первый раз 24 октября 1697 года в Париже, в театре Пале-Рояль на улице Сент-Оноре силами Королевской академии музыки.

## Сюжет
Тема прологао файле
В аллегорическом прологе Венера и Раздор оспаривают друг у друга господство в Европе. Театр представляет из себя галантную кузницу, где Грации, Удовольствия и Смехи выковывают стрелы для Амура. К ним спускается Венера для того, чтобы поторопить работу. Затем сюжет разворачивается вокруг четырёх влюблённых пар, представляющих различные народы. Следуют выходы: пастораль пастушка и пастушки из Франции, затем — антре пар из ночной Испании, из Италии, где действие разворачивается на фоне венецианского карнавала (позднее Кампра разовьёт эту тему в «Венецианском карнавале», 1699 и «Венецианских празднествах», 1710), и, наконец, из Турции с её гаремом султана.
Сюжет был построен так, чтобы представить непостоянство, нескромность и кокетство во Франции; верность и чувствительность в Испании; зависть, смерть и неистовость в Италии, и, наконец, величественность и властность в Турции.

## Действующие лица
Выход первый (пролог)
Галантная кузница Амура
- Венера
- Раздор
- Игры, Удовольствия и Грации

Выход второй, Франция
Роща с деревушкой в глубине
- Сильвандр, пастух
- Сефиза, пастушка
- Дорис, пастух
- Филен, наперсник Сильвандра
- пастухи и пастушки

Выход третий, Испания
Площадь, строения которой едва различимы в ночи
- Дон Педро
- Дон Карлос
- музыканты и танцоры

Выход четвёртый, Италия
Великолепный зал, украшенный для бала
- Октавио, венецианец
- Олимпия, венецианка
- маски

Выход пятый, Турция
Сад в серале с дворцом султана в глубине
- Сулейман, султан
- Роксана, султанша[* 1]
- Заида, султанша
- Бостанджи-баши, главный садовник
- султанши, бостанджи
- Венера
- Раздор
- Летающие удовольствия

## Влияние
В июне 1736 года в «Галантной Европе», шедшей с 1697 года, выступила Мари Салле, незадолго до того вернувшаяся в Оперу после длительного перерыва — в танцевальной пантомиме последнего антре она создала образ отвергнутой султанши. Впоследствии Луи де Каюзак дал описание танцев Салле в своём издании «Танец старинный и современный, или Исторический трактат о танце» (Гаага, 1754). Полстолетия спустя после премьеры его уже не устраивали принципы старинной постановки: «Ла Мотт знал лишь обычный танец. Он варьировал его в своих операх, сообщая ему кое-какие национальные черты, но лишая необходимого действия. То были всего-навсего дивертисменты, в которых танцуют, только чтобы танцевать. Одежда бывает разной, поводы — всегда те же». Именно поэтому он всецело одобрял нововведения Салле, отвечающие требованиям времени, когда ценители ожидали увидеть на сцене не просто ласкающее глаз приятное исполнение движений, а выразительный, наполненный актёрскими эмоциями действенный танец:

Мадмуазель Салле, всегда обдумывавшая то, что ей предстоит делать, находчиво и искусно ввела действенный эпизод в пассакалию «Галантной Европы». Танцовщица появлялась среди своих соперниц, полная прелестей и надежд юной одалиски, посягающей на сердце господина. Её танец состоял из всех чарующих поз, способных выразить подобную страсть. Она воодушевлялась постепенно, позволяя прочесть в своей игре смену чувств, от страха к надежде. Но в тот момент, когда султан отдавал платок Султанше-фаворитке, её лицо, взоры, вся осанка стремительно преображались. Она улетала со сцены в той степени отчаяния, какая ввергает нежные и чуткие души в полное изнеможение. <…> Полная страсти картина заслуживала тем большего уважения, что она всецело принадлежала вымыслу самой танцовщицы.— Louis de Cahusac, La Danse ancienne et moderne, t. 3, pp.153—155.
Жан-Жорж Новерр был хорошо знаком с трудом Каюзака, и ему импонировал репертуар Салле: в своих «Письмах о танце» (1760) хореограф приводит в качестве «приятных и очень интересных» балетов такие постановки Королевской академии, как акт цветов из «Галантных Индий», акт Эглеи в «Лирических талантах», один из актов «Кастора и Поллукса», пролог к «Греческим и римским празднествам» и Турецкий акт из «Галантной Европы». Неудивительно, что в 1758 году Новерр положил сюжетные перипетии этого антре в основу своего балета «Празднества, или Ревность в серале». Партии двух соперниц-султанш и самого султана взамен певцов он отдал танцовщикам.

## Рецепция
Возрождение оперы началось после Второй мировой войны. Первую запись оркестровых фрагментов оперы осуществил Р. Дезормьер (Éditions de l'Oiseau-Lyre OL 72; оркестр не специфицирован). Первую аутентичную запись оперы во фрагментах осуществил (с барочным оркестром La Petite Bande, пели R. Yakar, Р. Якобс и др.) Густав Леонхардт в 1973 году (DHM 1C 065-99 716).